# Couffo (rivier)
De Couffo (ook Kouffo) is een 190 kilometer lange rivier in Togo en Benin.
Met de Mono en de Ouémé is het een van de belangrijkste rivieren van Benin. Het grootste deel van het centrum en zuiden van het land watert af in de Baai van Benin via deze drie rivieren. De Couffo ontspringt In Togo op een plateau op een hoogte van 240 meter. Na ongeveer twintig kilometer stroomt de rivier Benin binnen. Hij stroomt in zuidelijke richting langs onder andere de stad Abomey. Hij watert af in het 78 km² grote Ahémémeer en vervolgens in  lagunes (Bouches du Roi) bij de oceaan. De Couffo heeft enkel kleinere, tamelijk snel stromende zijrivieren waarvan de voornaamste de Aiokpe, de Gougou, de Honve, de Agougan en de Dra zijn.
Het departement Couffo in het zuidwesten van Benin is naar de rivier genoemd.